# Észt irodalom
Észt irodalomnak mindazon irodalmi művek összességét tekintjük, melyeket észt nyelven (eesti keel) írnak. Az észt nyelvet 2012-ben mintegy 1,1 millió ember beszélte. Az észt irodalmi művek körébe beletartoznak az észtül írt szakirodalmi, szépirodalmi művek éppúgy, ahogyan a műfordítások, az észt népköltészet, a filmes és zenés műfajokhoz kapcsolódó észt nyelvű irodalmi tevékenységek, továbbá mindazon irodalmi művek is, melyeket más nyelven írtak ugyan, azonban szerzőjük miatt, vagy témaválasztásuk szerint kapcsolódnak Észtországhoz, illetve esetenként a korai észt irodalom nyelvi emlékeit, nyelvtöredékeit tartalmazzák. Észtország megszállása miatt – amely az északi keresztes háborúk után a 13. századtól kezdve, egészen 1918-ig tartott – a német, svéd, illetve orosz uralom alatti időszak során igen kevés észt nyelven íródott irodalmi mű jött létre.
A legrégebbi észt nyelvemlék a 13. századból való. A Henricus de Lettis pap által 1229 körül íródott Henrik Livónia krónikája című mű észt földrajzi neveket, észt szavakat és mondattöredékeket tartalmaz. Az 1241-ben íródott Liber Census Daniae, azaz a Dán népszámlálási könyv szintén tartalmaz észt helyneveket és családneveket. A legkorábbi összefüggő, észt nyelven íródott irodalmi szöveggyűjtemény az úgynevezett Kullamaa-imádságok, amelyeket 1524 és 1528 közt írtak. A legkorábbi észt nyelvet is tartalmazó nyomtatott könyv a kétnyelvű Wanradt–Koell-katekizmus, melyet 1535-ben Simon Wanradt és Johann Koell adott ki. A munka terjesztését a tartui városi tanács feltehetőleg Luther Márton katekizmusától való eltérései miatt betiltotta. A műből nem maradt fenn teljes példány, csak 1929-ben fedezték fel egy kötéstáblában néhány töredékét. Az Újszövetséget võro nyelvre 1686-ban, míg az úgy nevezett "észak-észt" nyelvre csak 1715-ben fordították le. A két dialektust Anton thor Helle egyesítette az északi változat alapjaira felépítve. Az észt nyelven történő írás felvirágzása a 19. században kezdődött az úgynevezett esztofília elterjedése idején, ami egyben az észt felvilágosodás kora is volt 1750 és 1840 között.
Az észt nyelv kulturális rétege eredetileg nagymértékben az észt népköltészet verses változataira épült, mely javarészt a szótagok mennyiségén alapult. Néhány meghatározó kivételtől eltekintve az észt nyelv régies alakja kikopott a szóhasználatból a későbbi idők során. A legkiemelkedőbb eredmények ezen a téren az észt nemzeti eposz, a Kalevipoeg (magyarul: Kalev fia), című irodalmi műben lelhetők fel, melyet Friedrich Reinhold Kreutzwald (1803–1882) írt. Továbbá kiemelkednek még ebből a korból Gustav Suits balladája a Lapse sünd (magyarul: Egy gyermek születése), Villem Grünthal-Ridala Toomas ja Mai (magyarul: Toomas és Mai) című verse, illetve August Annist három verse is. Szakmailag a 20. század második felére tehető az észt népdalok legújabb virágkora, melyet elsődlegesen Veljo Tormis zeneszerző munkásságának köszönhetünk. 

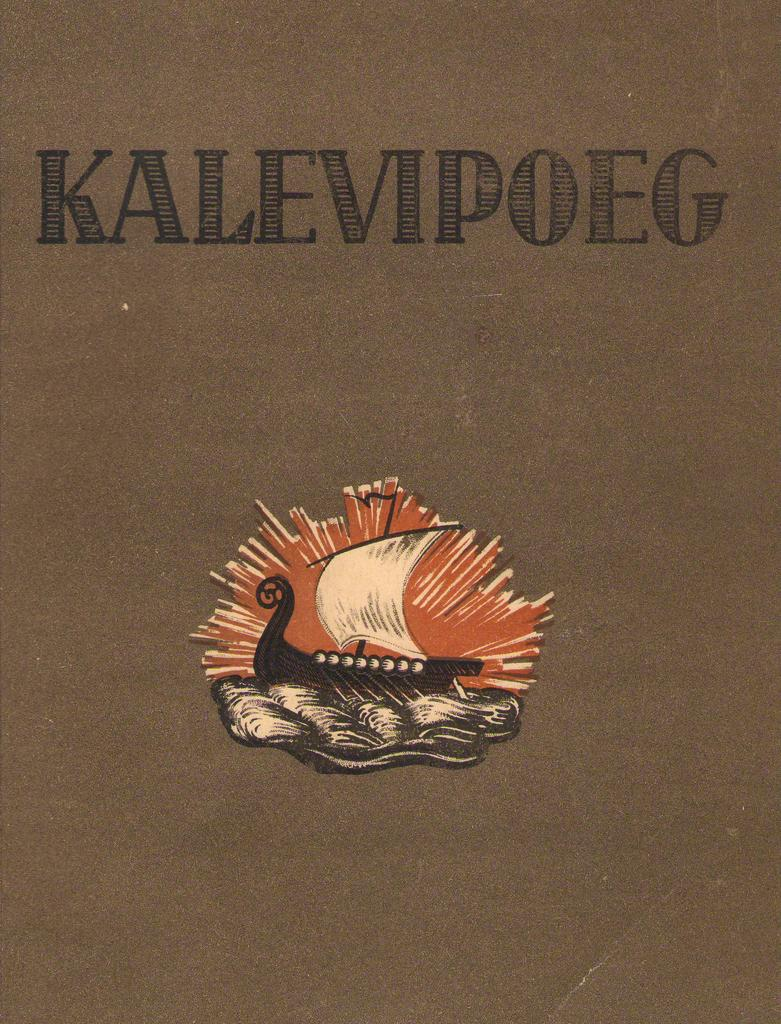
Az észt nemzeti eposz, a Kalevipoeg 1935-ös kiadásának borítója

A modern kor legismertebb és legtöbbet fordított észt írói Jaan Kross, illetve Jaan Kaplinski.
Az észt irodalom fordítását elsősorban Bereczki Gábor és Fehérvári Győző munkássága tárja a magyar olvasók elé.

## A középkor észt irodalma
Mivel az észt nemzet és a nemzeti öntudat kialakulása csak a 18–19. század során kapott erőre, ezért hosszú ideig az észt irodalom önálló, idegen behatásoktól mentes mivoltáról nem lehet beszélni. Maga a középkori észt irodalom elsősorban a népköltészeten, a népdalokon és népmeséken keresztül alakult ki és terjedt a hagyományoknak megfelelő módon szájról szájra. Így ebből az időszakból írott észt nyelvű nyelvi emlékek nem maradtak fenn. Pusztán nyelvtöredékek azok, amelyek a korabeli észt nyelv létét bizonyítják. Ilyen például a 13. századból való, Henricus de Lettis pap által 1229 körül íródott Henrik livóniai krónikája című mű, amely észt földrajzi neveket, észt szavakat és mondattöredékeket tartalmaz.
A krónikaíró Henrik tolmácsként is szolgált, ez is magyarázza az "idegen" szavak használatát. Ilyen szó a watmal (szövetmérték) a nogata (szörme) a maja (ház), a draugs (barát), a malewa (sereg), a waip (durva szövet) , a kihhelkund (plébánia) és a maga magamas (örökre itt maradsz)  Háromszor említi meg a Krónika Astigerwe tavát, az észtben a jerw (-gerve) tavat jelent.
Az 1241-ben íródott Liber Census Daniae, azaz a Dán népszámlálási könyv szintén tartalmaz észt helyneveket és családneveket.

## A 16. század
A legkorábbi összefüggő, észt nyelven íródott irodalmi szöveggyűjtemény az úgy nevezett Kullamaa-imádságok, amelyeket 1524 és 1528 közt írtak.
1525-ben a reformáció keretein belül Németországban észt nyelvű lutheránus könyveket nyomtattak a hittérítés jegyében. Ezeket a kiadványokat azonban a katolikusok elégették. 1535-ben jelent meg Luther Márton katekizmusa észt nyelven, majd a későbbiek során a Biblia különböző részleteit is kinyomtatták. 
Báthory István erdélyi fejedelem és lengyel király alapította a tartui jezsuita szemináriumot. A jezsuiták az oktatási tevékenységük mellett észt nyelven íródott kiadványokat is nyomtattak, melyek közül azonban csak nagyon kevés maradt fenn.
Balthasar Russow, a tallinni Szentlélek templom lelkésze írta a Livónia tartományának krónikája 1578 című művet.
Az észt kulturális fejlődésnek a livóniai háború kitörése vetett gátat mintegy negyed évszázad időtartamra. A következő század elejére az észt területek java svéd befolyás alá került. Nem csak a népesség csökkenésének szintjén, hanem a szellemi javak terén, ezen belül is az irodalmi élet terén hozott hanyatlást a háborúskodás.

## A 17. század
Az észt kulturális élet fejlődését hozta magával az oktatás elterjedése, valamint a béke időszaka, amely miatt ebben az évszázadban volt az első jelentősebb észt irodalmi kibontakozás.
A Tartui Egyetemet II. Gusztáv Adolf svéd király alapította 1632-ben. Ezzel párhuzamosan az észt oktatás is elindult. Tallinnban gimnáziumot és könyvnyomdát is alapítottak. Az észt népiskolai könyvek korabeli szerzője egy pedagógus, Bengt Gottfried Forselius volt, akinek tankönyvei 1686-ban jelentek meg először. Szintén 1686-ban jelent meg az Újszövetség észt nyelven. Az észt egyházi irodalmat elsődlegesen két német pap és irodalmár munkássága bővítette ebben az időben: Joachim Rossihnius (1600–1645), illetve Heinrich Stahl (1600–1657). Stahl alkotta meg az első észt nyelvkönyvet, valamint a régi észt nyelv helyesírásának alapjait is neki köszönhetjük. A szintén német származású Reiner Brocmann (1609–1647) írta az első észt nyelvű verseket. Azonban a szépirodalom kibontakozása még váratott magára. Ezt a békés és gyümölcsöző korszakot törte ketté az északi háború első hulláma, majd a nagy északi háború kitörése. Ezt az időszakot, valamint a háborús pusztítást örökíti meg Käsu Hans Siralmas ének című műve, mely Tartu város 1708-as ostromakor a város pusztulásának képeit tárja elénk. A mű a szerző életében kéziratként terjedt, és nyomtatásban csak halála után jelent meg. A Siralmas ének az első nagyobb terjedelmű észt nyelven íródott irodalmi alkotás.

## A 18. század
Az 1720-as évektől kezdve kalendáriumok jelentek meg észt nyelven. Német papok a kor vallási megújító mozgalmát, a pietizmust követve jelentettek meg különböző kiadványokat. 
Az első teljes tartalommal bíró észt nyelvű Biblia 1739-ben jelent meg északészt nyelvjárásban. Ez később nagyban befolyásolta ennek a nyelvjárásnak az elterjedését országszerte, mivel délészt nyelvjárásban nem jelent meg a Szentírás. Az első észt nyelvű folyóirat a Lühhike öpetus (magyarul: Rövid tanítás) volt, amely 1766-67 közt jelent meg és 41 füzetében egészségügyi tanácsokkal foglalkozott.
Az első észt nyelvű hetilap 1766–1767-ben jelent meg.

## A 19. század, az észt ébredés kora

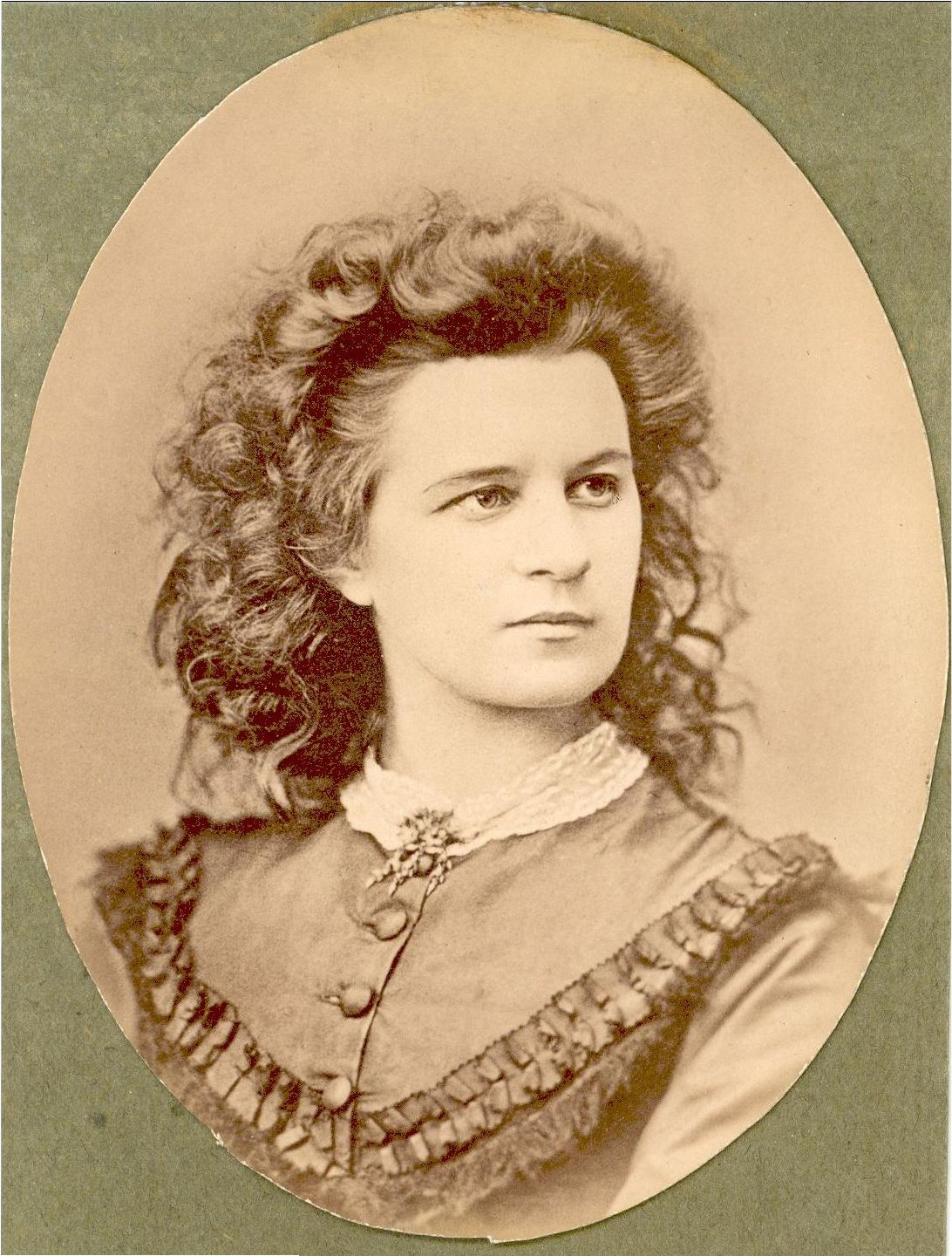
Lydia Koidula

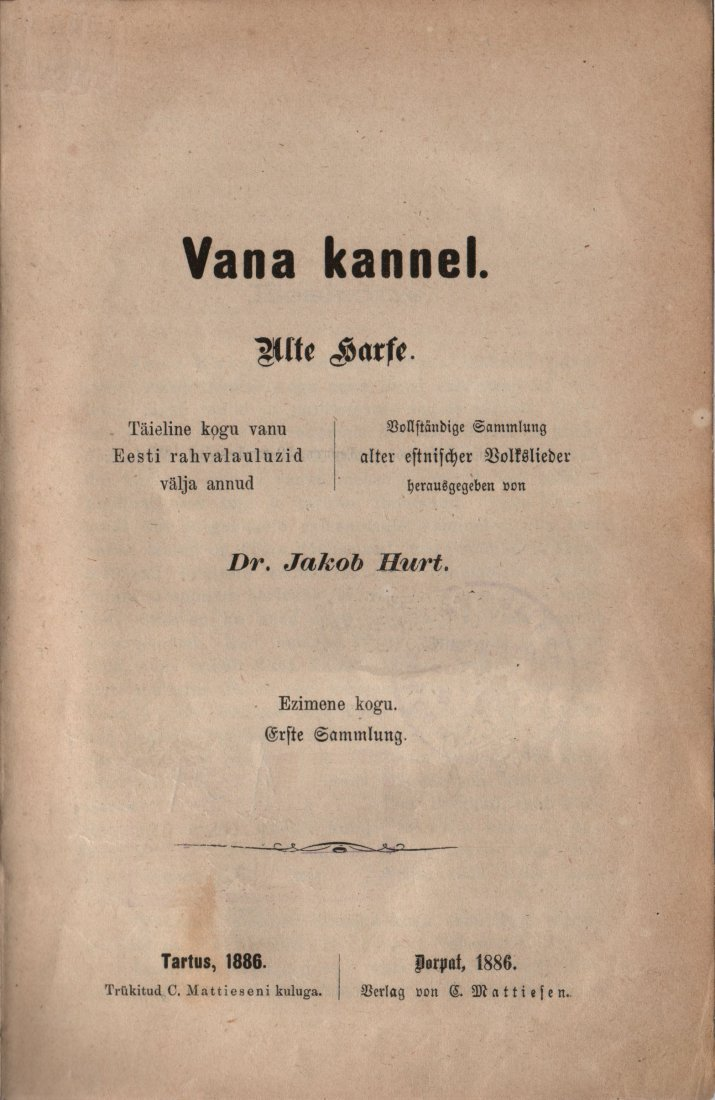
Dr. Jakob Hurt 1886-ban Tartuban kiadott észt–német nyelvű népdalgyűjteménye

A 19. század első éveiben indult útjának az úgy nevezett esztofil mozgalom, amely az észt nyelv és kultúra népszerűsítését és a hazafias érzelmek előtérbe helyezését tűzte zászlajára. A század első felének jelentősebb észt költője Kristian Jaak Peterson (1801–1822) volt. Ő fordította le német nyelvre Cristfried Ganander Mythologia Fennica című művét, amely a Kalevipoeg megalkotásának koncepciójához is hozzájárult. Az észt népköltészet gyűjtésének egyik legfontosabb szervezője Friedrich Robert Fählmann volt. Az ő kezdeményezésére alapították meg az Észt Tudós Társaságot (észtül: Őpetatud Eesti Selts) 1838-ban, valamint az ő indíttatására kezdték el kidolgozni az összegyűjtött hősi énekekből felépülő nemzeti eposzt is. Friedrich Reinhold Kreutzwald a nemzeti eposzt, a Kalevipoeget prózai mondák alapján építette fel, melyeket az észt népköltészet hagyományos versformáiba öntötte. Korának másik ismert költőnője volt Lydia Koidula, aki elsősorban hazafias verseket írt. Ő írta a Mu isamaa on minu arm című verset is, mely később Észtország kvázi nemzeti dalává nőtte ki magát. Koidula édesapja volt Johann Voldemar Jannsen, aki az akkori kor legfontosabb napilapját adta ki, az Eesti Postimeest. Ennek az újságnak utódja napjainkban is az ország egyik legolvasottabb lapja. Ennél is fontosabb azonban, hogy Jannsen írta az észt himnuszt, melyet 1869-ben mutattak be a nagyközönségnek.
Johann Heinrich Rosenplänter (1782–1846) balti német, esztofil lelkész munkája a Beiträge zur genauern Kenntniss der etnischen Spräche című húsz kötetből álló tudományos kiadványsorozat, mely összesen 3500 oldalon, főleg német nyelven íródott, ám észt nyelvű népköltészeti alkotásokkal, fordításokkal tűzdelt irodalmi alkotás. Az észt bibliográfia, irodalomkritika , illetve költészet ezen a könyvsorozaton alapul. A kiadvány egyik szerkesztője volt egy másik ismert esztofil, Otto Wilhelm Masing (1763–1832) is, aki 1818-ban megírta a Pühhapáeve Wahhe-lugemised (Vasárnapi tarka olvasmányok) című művét, amely egy észt irodalmi stílusban íródott paraszti enciklopédia. 1821 és 1825 között a Marahva Nädda-laleht című hetilapot szerkesztette. A harmadik nagy esztofil név a korszakban Peter August Friedrich von Manteuffel (1768–1842) volt, aki parasztlányokhoz írt anakreoni dalokat, illetve meséket és falusi történeteket, elbeszéléseket írt.
Friedrich Robert Fählmann (1798–1850) eredetileg orvosként végzett, ám egész életét az észt nyelv, az észt népköltészet és az irodalom művelésének és tanulmányozásának szentelte. Friedrich Reinhold Kreutzwald és Lydia Koidula mellett, Faehlmann munkássága váltotta ki az észt nemzeti ébredést. Ez jelentős részben az európai romantika kibontakozásának és a kontinens távolabbi részein végbemenő, egymást generáló nemzeti mozgalmaknak volt köszönhető.
A jobbágyságot Észak-Észtországban 1816-ban, Dél-Észtországban 1819-ben törölték el. Ezt követően a vagyoni helyzet átrendeződése miatt egyre többeknek nyílt lehetőségük a Tartui Egyetemen tanulni. Ez a folyamat alapozta meg az észt ébredés, avagy más elnevezéssel az észt felvilágosodás korát. A század második felében indult el az észt néprajzkutatás, illetve az észt nyelv kutatása. Ezekre különböző tudományos társaságokat alapítottak. Az észt színjátszás is ekkor kezdődött, a fővárosban, Tallinnban. August von Kotzebue német író és drámaíró darabjait észtül és németül is játszották a tallinni német színház falai közt. A század derekán jelent meg az észt nemzeti eposz, a Kalevipoeg is, melyet Friedrich Reinhold Kreutzwald írt 1857 és 1861 között.
Az észt sajtó kialakulása és kiteljesedése szintén a nemzeti eszme felemelkedésének egyenesági következménye. 1857-ben jelent meg először a Perno Postimees (Pernui postás) című lap, melyet Johann Voldemar Jannsen (1819–1890) alapított. A lap székhelyét később Tartuba költöztette és átnevezte Eesti Poostimees (Észt postás) névre.
A század hatvanas éveiben kezdte meg az észt népdalok gyűjtését dr. Jakob Hurt (1839–1907), eredetileg az ismerősei és rokonai által, ám hamar rá kellett jönnie arra, hogy a teljes észt népköltészet feltárásához országos méretű mozgalomra van szükség. Hurt egy 162 tételből álló gyűjteményt hozott létre, melyet rendkívül precízen, a rögzítés pontos dátumával és további fontos információkkal látott el.
1872-ben alapították meg az Észt Írók Társaságát (észtül: Eesti Kirjameeste Selts, ma: Észt Irodalmi Társaság). A 19. század végén az észt irodalomra a későromantikus stílus volt a jellemző. Később, a huszadik század elejére inkább a realizmus válik meghatározóvá az észt irodalmi alkotások terén.

## A huszadik század első fele

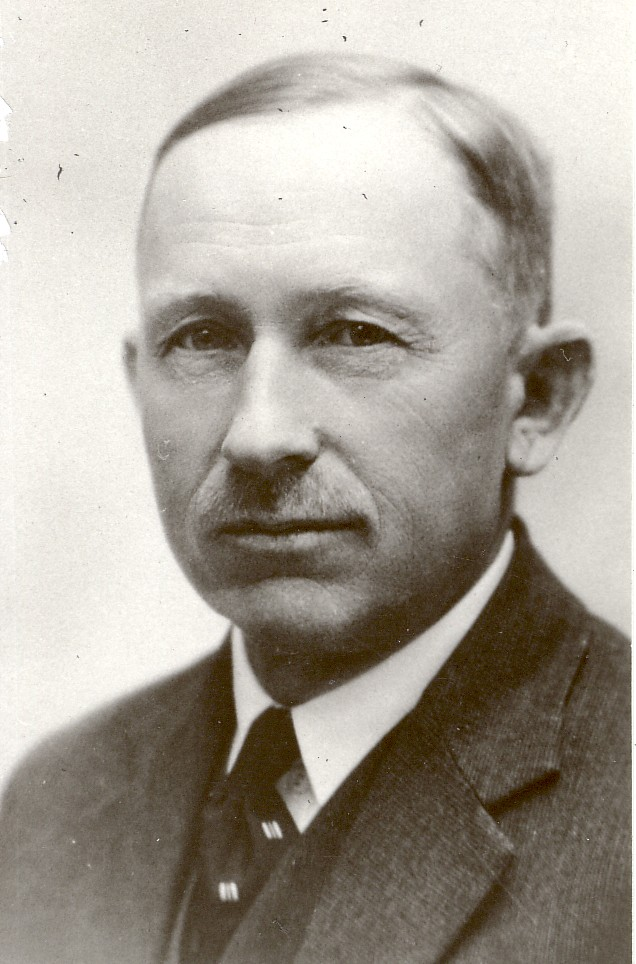
Anton Hansen Tammsaare

Az észt nyelvújítás a század húszas éveitől kezdődően indult el. Ekkor alakították ki a törvényhozás, illetve a hivatali ügyek intézése során felmerülő kifejezéseket. Ebben az időszakban lendült fel a nemzeti nyelven történő közoktatás kiépítése is. Az országban kiépítették a könyvtárak hálózatát.
Fontosabb alakjai közül Anton Hansen Tammsaare emelkedik ki, aki a kritikai realizmus megteremtője Észtországban. Műveit egész Európában ismerik.
Dr. Oskar Kallas (1868–1946) jelentős szerepet töltött be az észt folklór gyűjtésében. 1904 és 1916 között tudományos igényességgel rendszerezte az észt népdalok gyűjteményét az Észt Diákok Társaságával együttműködve. Több mint 13 000 népdalt tartalmazó gyűjteményt állítottak így össze.
1927. szeptember 24-én alapították meg az Észt Folklórarchívumot (észtül: Eesti Kirjandusloolise Arhiivi), melynek első igazgatója dr. Oskar Loorits (1890–1961) volt. Az ő vezetésével rendezték egységes, központi gyűjteménybe a már korábban, többek által is gyűjtött anyagokat. A gyűjtemény mind a néprajzkutató szakemberek munkássága, mind pedig az önkéntes felajánlások útján gyűlt össze. 2004-ben több mint 1 402 000 oldalt számlált a kéziratok száma.
Az 1940-es években kezdődött el az észt népdalok gyűjtése. Az epikus énekeket főleg nők örökítették tovább. 
Az észt népdalok jellemző formája a regivers. Ez trochaikus formán alapuló, gondolatpárhuzamokban gazdag, alliterációt és asszonáncot gyakran tartalmazó versforma. A legtöbb észt népdal 4–6 szomszédos hangra épülő skálából épül fel. 
Mesevilágukat átszövik a szomszédos népek mesei elemeinek keveredései. Főleg a finn mesékre hasonlítanak az észt gyermektörténetek. Ezen kívül az orosz, illetve a német mesék is hatással voltak az észt mesevilágra. Az ördögről és az állatokról szóló mesék is elterjedtek. A híres észt mesemondók főleg férfiak voltak.
1940-ben a szovjet megszállás idején kezdték el elégetni az észt nyelvű kiadványok, újságok és könyvek példányait.

## A szovjet elnyomás időszaka
Az 1950-es évektől kezdve a szovjet megszállás ismételten az észt kulturális és vallási javak megsemmisítését, illetve száműzését tűzte ki célul. A hetvenes években a hivatali ügyintézés nyelve az orosz lett. A hatvanas években számos nagy nevű észt író kezdte meg pályafutását az észt kultúra terén, köztük Nikolai Baturin író is. Az észt műfordítók egyik kiemelkedő alakja volt Betti Alver. Ő fordította le észt nyelvre Alekszandr Szergejevics Puskin romantikus verses regényét, az Anyegint, továbbá Gorkij, Goethe, Heine műveket is fordított.
A korszak egyik legnagyobb irodalmi alakja volt Jaan Kross, aki 1954-től kezdődően számos művet írt. Irodalmi alkotásai rendszeresen szerepeltek a Looming (magyarul: Alkotás) című szépirodalmi folyóiratban. Művei magyar nyelven is megjelentek, például: Négy monológ Szent György ürügyén (A bálvány című antológia, 1973), Két elkallódott papírlap története (Alföld, 1976/11. szám), Michelson beiktatása (Nagyvilág, 1974). Rajta kívül még többek között Ain Kaalep író, költő, műfordító munkássága érdemel említést.

## Az észt rendszerváltás irodalma
A hetvenes, nyolcvanas, illetve a kilencvenes évek egyik legfontosabb észt írója volt a 2007-ben, 87 éves korában elhunyt Jaan Kross. Több alkalommal jelölték irodalmi Nobel-díjra is.

## Napjaink észt irodalma

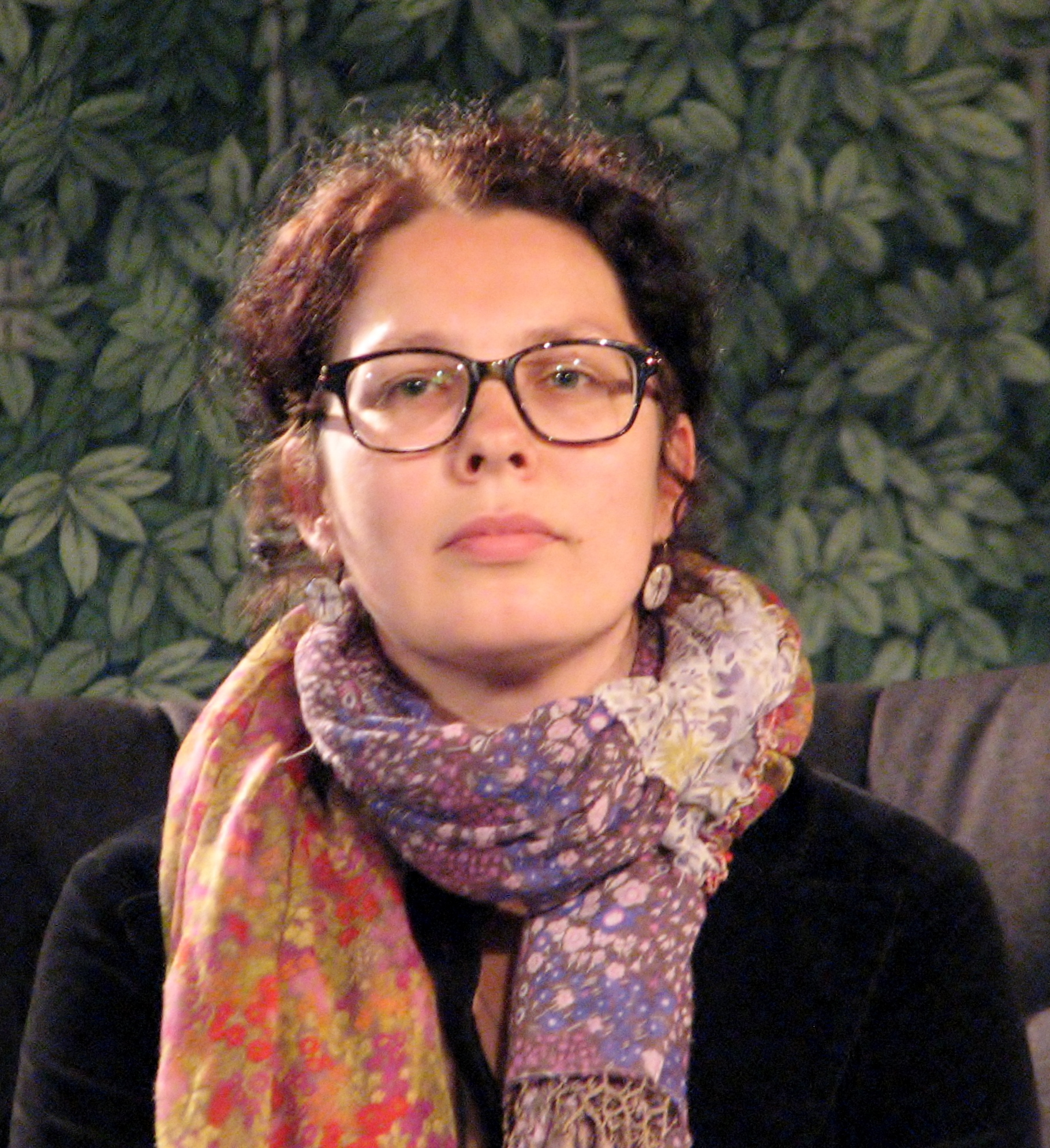
Veronika Kivisilla észt költő

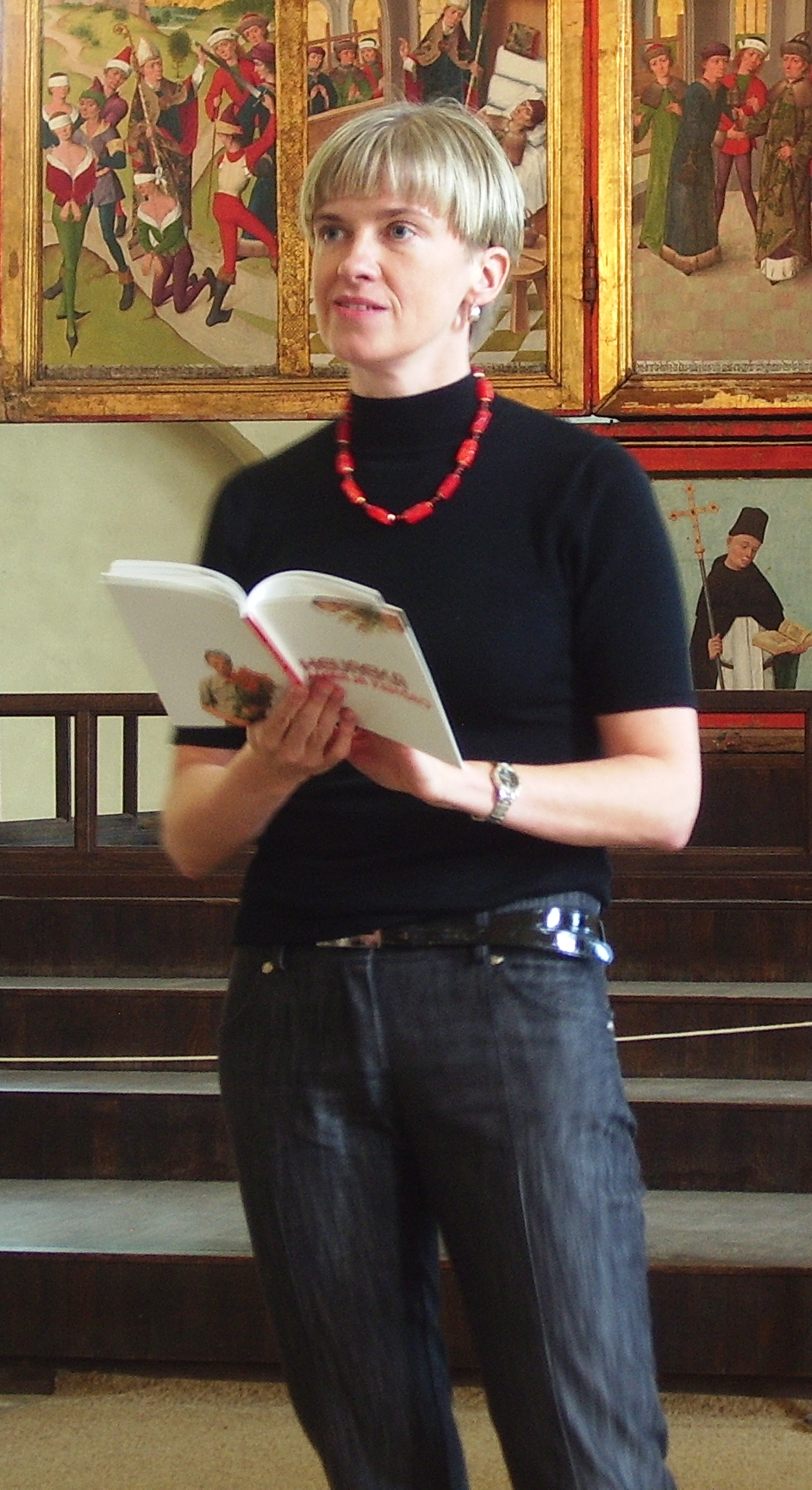
Maarja Kangro

A huszonegyedik században a függetlenség elhozta az észt irodalom felvirágzását. Számos kiemelkedő észt irodalmi személyiség alakítja a 2010-es évek végének észt irodalmát. Legjelentősebbek közülük Andrus Kivirähk, Indrek Hargla, Jaan Rannap, Kersti Kivirüüt, Kristiina Ehin, Mari Saat, Meelis Friedenthal, Sass Henno.
A modern észt költők egyik laza kohéziójú költői csoportosulása az Erakkond, magyarul Remeteség nevű költői csoport. Ennek tagjai: Aare Pilv, Andreas Kalkun, Berk Vaher, Kadri Tüür, Kalju Kruusa, Kristiina Ehin, Lauri Sommer, Marko Kompus, Margus Lattik, Mehis Heinsaar, illetve Timo Maran.

### Az észt és a magyar irodalom kapcsolatai
A két nép irodalmának kapcsolatainak gerincét elsősorban a két nyelvre történt fordítások jelentik.
Jaan Kross művei magyar nyelven: Négy monológ Szent György ürügyén, fordította: Rab Zsuzsa, (Magyar Helikon–Európa, 1977), Menny-kő, fordította: Elbert János, (Magvető, 1978), A cár örültje, fordította: Bereczki Gábor, (Európa–Madách, 1983), A marcipánmester, fordította: Kucsera Judit, (Móra, 1983), Martens professzor elutazása, fordította: Bereczki Gábor, (Európa, 1989), A hamutartó és más elbeszélések, fordította: Jávorszky Béla, (Széphalom, 2003).
A magyar költők, írók műveinek, mint például Esterházy Péter, Nádas Péter, Tandori Dezső, fordítója az észt Lauri Eesmaa. A jelenkori észt költők műveit például: Csüllög Edina (Triin Soomets, Vahur Afanasajev), Lengyel Tóth Krisztina (Aare Pilv, Kalju Kruusa, Maarja Pärtna, Veronika Kivisilla), Kis Orsolya (Igor Kotjuh, P. I. Filimonov) Simon Bettina (Eda Ahi), Márkus virág (Jüri Kolk, Maarja Kangro), illetve Áfra János (Kaur Riisma) ültette át magyar nyelvre. Eda Ahi és Kaur Riisma műveinek nyersfordítását Reet Klettenberg végezte el. Maari Saat: A lasnamäe-i megváltó, Kristiina Ehin: Szívemen a dalok, akár a kövek című művét Jávorszky Béla fordította. Meelis Friedenthal Méhek című művének magyarra fordítását Patat Bence végezte el. Aimée Beekman 1971-es regényét, a Keeluala, azaz magyar címén Napéjegyenlőség című művét Simándi Klára fordította.
Jelentős munkássággal rendelkezik az észt irodalmi művek fordítása terén Bereczky Gábor. A Kalevipoeget Bereczky Rab Zsuzsával közösen fordította magyarra.

## Észt irodalmi díjak
Észtországban számos saját irodalmi díjat alapítottak, elsősorban a huszadik század során. A legmagasabb fokozatú észt irodalmi díj a Nemzeti Kulturális Díj.
1971-ben alapították meg a Friedebert Tuglasról elnevezett Friedebert Tuglas novellaírói díjat.
A Virumaa Irodalmi Díjat 1989 óta ítélik oda.
Az Asta Rosin-díj a legjobb gyerekkönyvek íróit illeti meg. A díjat 2004 óta ítélik oda minden évben.
A Jaan Kross irodalmi díjat 2010 óta ítélik oda. A díj rangos elismerést és jelentős összegű pénzjutalmat is jelent. 2010-ben Ain Kaalep kapta a Jaan Kross irodalmi díjat. 2011-ben 1500 euró volt a pénzjutalom összege.

### Az elmúlt két évtized észt irodalmi díjazottai (válogatás)
- 2000-ben Andre Ehin az 1974 óta tartó munkásságáért megkapta a Nemzeti Kulturális Díjat.[53]
- Priidu Beier kapta 2002-ben a Juhan Liiv költészeti díjat.
- A Betti Alver-díjat 2006-ban Tiit Aleksejev kapta a legjobb debütáló novelláért.[54]
- Az Alekszander Kurtna műfordítói díjat 2008-ban Maimu Berg nyerte el.[55]
- A Gustav Suits költészeti díjat 2008-ban Priidu Beier kapta.[56]
- 2015-ben az Észt Kulturális Alapítvány Gyermekekért és az Ifjúsági Irodalomért díját Margus Konnula (írói álnevén: Contra) nyerte el.[57]
- Az Év Észt Írója díjat 2016-ban Kai Aareleid kapta munkásságának elismeréséül.[58]
- 2018-ban az Észt Kulturális Alapítvány Költészetért díját Eda Ahi kapta Háború és Zavarkeltés (észtül: Sõda ja rahutus) című művéért.[59]

## Fordítás
- Ez a szócikk részben vagy egészben  az   Estonian literature című angol Wikipédia-szócikk ezen változatának fordításán alapul.  Az eredeti cikk szerkesztőit annak laptörténete sorolja fel. Ez a jelzés csupán a megfogalmazás eredetét és a szerzői jogokat jelzi, nem szolgál a cikkben szereplő információk forrásmegjelöléseként.